# La Capsa
La Capsa (estilitzat com La Capsa]) és un projecte cultural i públic de l'Ajuntament del Prat de Llobregat que treballa principalment des del sector musical i fomentant la participació dels sectors públic, social i privat. Des de la seva inauguració el juny de 1995, La Capsa ha estat un espai de referència en el circuit de la música independent que ha apostat per les propostes culturals emergents i per l'exploració i la creació amb una visió multidisciplinària. Des de febrer de 2011 la gestiona l'empresa Trànsit Projectes.

## Història
Des del moment en què va obrir les portes el 1995, els escenaris de La Capsa van acollir concerts de grups com Manu Chao, Los Planetas, Violadores del Verso, Transglobal Underground o La Buena Vida, mentre que formacions com Love of Lesbian, Sidonie, El Niño Gusano, Carrots o Mucho Muchacho van iniciar-hi la seva trajectòria. El projecte treballava en una doble vessant: per una banda com a centre cultural promotor de les cultures emergents i, per l'altra, com a equipament referent en el desenvolupament de les polítiques de joventut al municipi, esdevenint també un punt de trobada per als joves.
Com a conseqüència de les afectacions per la construcció de l'estació de les Moreres de la línia 9 del metro de Barcelona l'abril de 2009 davant del centre, així com també per la necessitat d'una reforma per adequar-ne els espais, es va haver de tancar aquest equipament municipal, donant pas a una etapa durant la qual el projecte es va veure distribuït tant en diferents espais del Prat com també en l'espai virtual. El cost de les obres va ser assumit per l'Àrea Metropolitana de Barcelona (AMB) i l'Ajuntament del Prat conjuntament, que van ascendir a un total de quasi 3 milions d'euros i van suposar una reforma integral de l'edifici. Un cop acabades, la plaça de Joan García Nieto va recuperar les seves dunes vegetals i va ser urbanitzada per tal que donés accés al nou equipament polivalent on els músics podrien assajar i fer concerts. No va ser fins a l'octubre de 2014 quan finalment es va poder reobrir aquest centre, ja reformat i adequat a les necessitats tècniques dels projectes musicals, i que va donar pas a convertir-se en una de les seus de l'Escola d'Arts en Viu.
Després de cinc anys del tancament al públic, l'espai va reobrir el 10 d'octubre i va oferir tres nits consecutives de concerts gratuïts per celebrar l'obertura i la represa de la programació. Aquell mateix dia va acollir les actuacions del Grupo de expertos SolyNieve, Los Mambo Jambo i els discjòqueis GzZ! i Miqui Puig; l'endemà les de Bongo Botrako, Se Atormenta Una Vecina i la Always Drinking Marching Band; i la tercera nit va programar una jam-session. Amb la seva reobertura el projecte va recuperar la seva seu, comptant a partir d'aquell moment amb nous bucs d'assaig, un bar amb terrassa, un estudi de gravació i una sala de concerts renovada, i també va incorporar la formació en música moderna pel fet de ser seu de l'escola municipal de música, inaugurada el mes anterior.
El maig de 2019, l'Ajuntament del Prat va obrir el procés de licitació per a l'adjudicació de la gestió de La Capsa i el desenvolupament del seu projecte cultural.

## Al meu ritme
Des de l'any 2011 impulsa el projecte #Almeuritme. Es tracta d'una iniciativa de creació musical en la qual diversos músics de la ciutat participen conjuntament en la gravació d'un videoclip. En les edicions de 2011 i 2012 Pedro Pina va compondre un tema a partir d'enregistraments audiovisuals gravats prèviament al carrer; però a partir d'aleshores se'n va variar la dinàmica, i anualment diferents músics del Prat es reuneixen per a tocar conjuntament un tema: «Déjame vivir con alegría» de Vainica Doble (2013), «Pon tu mente al sol» d'El Niño Gusano (2014), «Magic» de Chucho (2015) i «Alegria» d'Antònia Font (2016). El 2017 gairebé una trentena de músics va interpretar les cançons que havia triat la gent del carrer i que havien marcat les seves vides. El 20 de juny de 2018, coincidint amb el Dia de la Música, i per celebrar els seus vint anys de carrera, la banda Sidonie va presentar el videoclip: una versió del seu tema «Estáis aquí» interpretat per una sèrie de músics i alumnes de l'Escola Municipal de Música, amb la col·laboració de l'actor Lolo Herrero.

## Anecdotari
El 2018 el recinte va acollir la gala final del programa Operación Triunfo, prevista inicialment per a ser retransmesa al Cine Capri, però que no va obtenir permís per fer-ho. La sala va oferir també actuacions musicals relacionades amb aquest esdeveniment.
La nit del 2 al 3 de març de 2019 un jove de Barcelona va patir una agressió física homòfoba a La Capsa mentre hi celebrava el carnaval, fet pel qual posteriroment van ser detinguts dos menors, un d'ells acusat de delictes d'odi i lesions.